# زانگمشل
زانگمشل (به لهستانی:  Zaniemyśl) یک روستا در لهستان است که در گمینا زانگمشل واقع شده‌است. زانگمشل ۲٬۲۰۰ نفر جمعیت دارد و ۷۰ متر بالاتر از سطح دریا واقع شده‌است.